# Sistema Integrado de Redes de Emergência e Segurança de Portugal
O Sistema Integrado de Redes de Emergência e Segurança de Portugal (SIRESP) é a rede de comunicações exclusiva do Estado Português para o comando, controlo e coordenação de comunicações em todas as situações de emergência e segurança. Foi criado em 2006 como uma parceria entre o governo e o setor privado. No processo de procurement as potenciais cinco operadoras foram convidadas para concorrer em 2003, pagaram 15 mil euros pelos cadernos de encargos, candidatando-se a realizar "a concepção, o projecto, o fornecimento, a montagem, a construção, a gestão e a manutenção do SIRESP". Essas empresas eram a Siemens, a EADS, a OTE, a Nokia e a Motorola que, "segundo os serviços" (do MAI), essas eram as empresas que esgotavam "o universo dos fabricantes" deste tipo de solução para as comunicações entre forças de segurança "dos países signatários do acordo de Schengen".
No entanto, quatro dessas cinco empresas não apresentaram propostas; apenas o consórcio vencedor apresentou proposta. O concurso teve apenas um concorrente e as empresas que desistiram alegam que o concurso estava decidido à partida, ficando a suspeita e suscitando sérias "dúvidas de legalidade". Com um prazo muito curto de apenas 52 dias seguidos (depois acrescentados de mais 15, sem que se conheça um despacho nesse sentido), no verão, foi para o juízes manifestamente insuficiente, num contexto em que o normal deveria ter sido um prazo de 90 a 120 dias, como diria depois o Tribunal de Contas. O processo iniciado no governo de Guterres, em 1999, foi muito contestado desde a origem e que chegou a ser investigado pelo Ministério Público. No dia 16 de Setembro de 2003 foram abertas as propostas. Mas só havia uma. Esse concorrente foi o consórcio liderado pela SLN (agora Galilei), sociedade da qual Daniel Sanches fazia parte antes de entrar no governo, e outras três empresas, a PT, Motorola e a Esegur (do Grupo Espírito Santo e da CGD). Apesar de a comissão de avaliação considerar que essa proposta, além de única, era "inadequada ao interesse público a prosseguir", a negociação foi feita. "Também se questiona o facto de, em fase de negociações" o Estado "ter dado a possibilidade ao concorrente de transformar uma proposta inadequada ao interesse público numa proposta adequada".
Enquanto estava no governo, Daniel Sanches, adjudicou o SIRESP à SLN. E, quando saiu do governo de Santana Lopes, voltou à SLN. Com a entrada do novo governo, o negócio foi posto em causa. Assim que Santana Lopes cai, deixando o cargo para José Sócrates, que assume o cargo de primeiro-ministro, António Costa torna-se ministro da Administração Interna. A adjudicação é concluída quando o Governo de Santana Lopes estava já em gestão, três dias depois de terem perdido as eleições em 23 de Fevereiro de 2005, o anterior Ministro da Administração Interna (Daniel Sanches) e o Ministro das Finanças (Bagão Félix) assinaram o despacho de adjudicação do sistema num valor de exactamente 538,2 milhões de Euros). Por duvidar da legitimidade do processo, o agora líder socialista, António Costa, decidiu pedir parecer ao Conselho Superior do Ministério Público, que se pronunciou então pela “nulidade” do negócio devido a considerar-se que os signatários da adjudicação não tinham competência para o fazer, dado que faziam parte de um Governo de gestão.
Com o caminho aberto para voltar a colocar o SIRESP a concurso, o então ministro António Costa ponderou essa possibilidade, mas não o fez, ignorando, inclusive, uma alternativa mais barata da Optimus que tinha apresentado ao MAI, em maio de 2005, uma solução que seria capaz de cobrir todas as funcionalidades exigidas pelo caderno de encargos — menos uma no imediato. António Costa optou, também, por renegociar. Em 5 de Maio de 2006, além de abdicar de várias valências previstas inicialmente no contrato, dispensou o período “experimental” por acreditar que estavam "acautelados de forma adequada os objectivos definidos para a rede SIRESP". Em 2006, o Tribunal de Contas apontava o dedo a António Costa por este ter homologado o contrato sem colocar em competição as diferentes tecnologias e os respetivos preços, e concluía que tinha existido “uma simplificação do procedimento de aceitação do sistema, por se considerar que os testes e verificação do desempenho previstos, bem como o sistema de penalização por falhas desenhado acautelavam de forma adequada os objetivos definidos para a rede SIRESP”.
O relatório do Tribunal de Contas mostrou-se claro ao afirmar que "foram claramente violadas as normas" do contrato de adjudicação do SIRESP. Uma violação que era “suscetível de se repercutir negativamente no resultado financeiro do contrato” e que fundamentava uma eventual "recusa de visto". Os juízes acabaram por optar, no entanto, por um "visto com recomendações", onde apontavam para as várias fragilidades do negócio.
Apesar de António Costa ter herdado do seu antecessor Daniel Sanches (PSD/CDS) o negócio do SIRESP entretanto anulado, foi Costa que o refez todo, sendo o seu nome que se associa ao Sistema.